# Fontenay (Mancha)
Fontenay foi uma comuna francesa na região administrativa da Normandia, no departamento da Mancha. Estendia-se por uma área de 6,85 km². Em 2010 a comuna tinha 316 habitantes (densidade: 46,1 hab./km²).
Em 1 de janeiro de 2016, passou a formar parte da nova comuna de Romagny Fontenay.